# Zaschitniki
Zaschitniki (em russo:  Защитники; em inglês:  The Guardians; bra: Os Guardiões) é um filme de super-herói neo-noir russo. dirigido pelo armênio Sarik Andreasyan e estrelado por Sebastien Sisak, Anton Pampuchniy, Sanzhar Madiev, Alina LaNina, Valeria Shkirando e Stanislav Shirin.
O filme é sobre um grupo de super-heróis soviéticos criados durante a Guerra Fria. O grupo inclui representantes das diferentes nacionalidades da URSS, os protagonistas superpoderosos refletem a força e as tradições dos povos da URSS.
O filme foi recebido com recepção negativa na mídia russa e se tornou um fracasso de bilheteria.

## Elenco
- Sebastien Sisak como Ler / Landman: Ele está armado com todas as formas de habilidades de manipulação de terra, e é capaz de controlar pedra e solo, recolher poeira de pedras, parar a queda de pedras, e mover montanhas. Ele pode causar pedras de qualquer tamanho e quantidade de levitar e voar como se sem peso, bem como a órbita dele. Ele pode causar o chão para quebrar debaixo de seus pés inimigos com grande precisão em quais partes quebrar e que forma a depressão posterior faz. Isto lhe permite formar instantâneas crateras, desfiladeiros, barrancos e buracos para lutar contra os seus adversários, embora estas formações são geralmente de pequena escala. Ser capaz de causar terremotos e tremores no chão sob seus adversários, como fazer o solo sob eles entram em erupção e explodir. Ele pode chamar de rock em seu corpo, cobrindo-se na rocha para fazer uma armadura exosqueletal para melhorar a si mesmo fisicamente. Junto com suas habilidades, ele está armado com uma pequena corrente com uma grande rocha cimentada em sua extremidade, que ele pode usar como um tipo de mangual. Tal como o resto da equipe, foi dado um traje especial para aumentar a sua eficácia e habilidades.

- Anton Pampushniy como Ursus Wildman. Ursus (latim para urso): é um tipo de Berserker ou werebear, e tem a capacidade de transformar-se em um grande urso, embora ele pode controlar o quanto de seu corpo se transforma e pode transformar parcialmente, se ele quiser. Esta capacidade de transformação pode permitir-lhe alterar facilmente seu tamanho, massa e musculatura e transformar-se em um humanóide corpulento, bem como usar suas transformações para aumentar-se fisicamente. Ele tem várias fases de transformação, devido à sua capacidade de se transformar parcialmente. Suas fases pode fazê-lo fisicamente um híbrido entre urso e humana, como dando-lhe a cabeça, patas e massa de um urso e a forma de um homem. Ele pode usar sua fisicalidade desumano para lutar, especialmente quando ele é forma de urso cheia. Com isso, nenhuma pessoa normal pode fisicamente dominá-lo e ele é imune a sua força. Desesperado, leal e determinada, ele é conhecido por sua unidade para "quebrar o inimigo em pedaços pequenos". Tal como o resto da equipe, foi dado um traje especial para aumentar a sua eficácia e habilidades. Parte dos equipamentos deste traje é uma minigun de mão e sua bateria, ambos os quais estão atrelados ao seu torso para a batalha, enquanto ele carrega os dois costas quando totalmente transformado. Mesmo quando não transformado, ele é mostrado para ser forte o suficiente para empunhar a grande arma e sua fonte de energia.
- Sanzhar Madiev como Khan Windman: Magistralmente hábil com todos os tipos de lâminas, bem como com vários tipos de artes marciais. Junto com outras lâminas, ele está armado principalmente com a dupla, crescente como lâminas, cada uma das quais se assemelham a uma cimitarra, foice ou foice e podem ser unidas para os punhos para formar uma arma branca dupla. As lâminas fortes, com força suficiente, pode cortar através do metal de carros com força suficiente e sem entrar sem corte ou ser danificado. Ele também está fisicamente aumentada, possuindo um grau de força sobre-humana que lhe permite esmagar através de paredes de tijolo com um único soco e enviar homens voando pelo ar com seus ataques, bem como a mobilidade sobre-humana que lhe dá capacidades acrobáticas e ginástica ea capacidade sem esforço esquivar e evitar ataques, mesmo tiros à queima-roupa. Ele também possui uma velocidade desumana, o suficiente para que ele quase parece se teletransportar. Usando sua velocidade requer que ele primeiro se concentrar duro, alcançar um estado meditativo que faz com que os olhos para transformar completamente branco e permitindo-lhe perceber mais rápido do que qualquer ser humano pode. Enquanto estiver neste estado, ele vê tudo como estar em câmera lenta enquanto ele se move a uma velocidade normal, ou um pouco mais rápido. Sempre que ele se move nesse estado, um rastro gasoso preto aparece atrás dele para traçar seus movimentos. Sua força e velocidade que lhe permite gerar força suficiente para cortar um carro e ninguém no-lo em dois com suas lâminas. Tal como o resto da equipe, foi dado um traje especial para aumentar a sua eficácia e habilidades.
- Alina LaNina como Xenia Waterwoman: Flexível e ágil, a um grau sobre-humana, fazendo dela uma acrobata, ginasta, e até mesmo artista marcial hábil. Ela tem a capacidade de mover-se sobre a água como se fosse terra firme, bem como, de forma transparente flutuando através dele como se fosse ar. Isto dá-lhe maior mobilidade na água em comparação com a criatura mais rápida ou mais manobrável mar. Ela não pode sentir as diferenças de temperatura e podem sobreviver em um vácuo sem ar, o que lhe permite sobreviver debaixo d'água sem quaisquer efeitos negativos. Ela também pode transformar seu corpo em uma água clara, transparente como líquido, usá-lo defensiva ou ofensiva. Esta capacidade permite que ela se torne gelatinosa e viscosa, permitindo que ela flua como líquido, enquanto ser capaz de toque físico e interagir ao mesmo tempo. Nesta forma, o corpo torna-se silhueta e quase sem traços característicos, com o seu desaparecimento cabelo e as únicas características sobre ela ser seus olhos, ouvidos e nariz. Além disso, sua transparência pode ser o suficiente para ela se tornar invisível, enquanto ela também usa um traje especial projetado também tornar-se invisível com ela.
- Valeria Shkirando como Chefe do "Patriot" organização secreta.
- Vyacheslav Razbegaev como Major-general Nikolai Dolgov.
- Stanislav Shirin em August Kuratov: O antagonista principal. É dono de uma máquina chamada "Modul-1", que lhe permite controlar qualquer equipamento técnico. Ele decide construir seu próprio exército de clones, a fim de capturar Moscou, em preparação para controlar o mundo todo. Além disso, ele está armado com um arnês exoframe-like mecanizada que aumenta as suas capacidades físicas para o ponto onde ele poderia dominar Ler / Landman enquanto o último está usando seu exoesqueleto rock.

## Produção

### Filmagens
As filmagens começaram em 27 de abril de 2015, em Moscou, enquanto o processo de lançamento foi concluído no início deste ano.

## Sequência
A continuação, The Guardians 2 está prevista com a Turbo Films, a distribuidora chinesa do primeiro filme, como uma empresa de coprodução.